# 航空用エンジンメーカーの一覧
これは航空用エンジンメーカーの一覧である。現在は存在しない会社も含む。

## アメリカ合衆国
- アリソンエンジンカンパニー
- コンチネンタル・モータース
- GE・アビエーション
- ゼネラルモーターズ(GM)
- ホール・スコット （Hall-Scott）
- リンカーン
- ライカミング・エンジンズ
- ハネウェル
- パッカード
- プラット・アンド・ホイットニー (P&W)
- カーチス・ライト
- ウェスティングハウス・エレクトリック(WE)
- リアクション・モーターズ

## カナダ
- プラット・アンド・ホイットニー・カナダ (PWC)

## チェコ
- ワルター航空機エンジン（英語版）

## ドイツ
- BMW
- ダイムラー・ベンツ→ダイムラー・クライスラー→ダイムラー
- ブラモ
- ジーメンス
- アルグス （Argus Motoren）
- ユンカース
- マイバッハ
- MTUエアロ・エンジンズ
- ヒルト （Hirth）
- オーベルウルゼル （Motorenfabrik Oberursel）

## オーストリア
- アウストロ・ダイムラー （Austro-Daimler）
- ヒエロ （Hiero）

## イギリス
- パワージェッツ
- ロールス・ロイス (RR)
- ロールス・ロイス・ホールディングス
- アームストロング・シドレー
- ベントレー
- ブリストル・エンジン
- ブラックバーン・エアクラフト
- デ・ハビランド・エアクラフト
- メトロポリタン＝ヴィッカース
- ネイピア・アンド・サン
- サンビーム

## フランス
- アンザーニ
- ファルマン （Farman Aviation Works）
- ノーム・エ・ローヌ （ノーム・ローンとも）
- イスパノ・スイザ
- ルノー
- サルムソン
- ローレン （ロレーヌとも） （Lorraine）
- SNECMA（スネクマ）
- チュルボメカ
- ポテ

## イタリア
- アルファロメオ
- フィアット
- イソッタ･フラスキーニ （Isotta Fraschini）
- ピアッジョ
- アヴィオ

## スウェーデン
- ボルボ・エアロ

## スペイン
- インダストリア・デ・ターボ・プロパルゾレス

## ロシア
- クリーモフ
- A・A・ミクーリン記念試作設計局(後にツマンスキーに改称、合併などを経て現在ソユース航空科学技術複合（ロシア語版）)
- N・D・クズネツォフ記念サマーラ科学技術複合（クズネツォフ）
- サトゥールン科学製造合同（リューリカ＝サトゥールン）
- アヴィアドヴィガーテリ、ペルミ・エンジン工場（ソロヴィヨーフ、シュベツォーフ）

## ウクライナ
- アカデミー会員O・H・イーウチェンコ記念プロフレース・ザポリージャ機械製作設計局（イーウチェンコ＝プロフレース）
- モトール・シーチ （Мотор Сич）

## 日本
- 日本ジェットエンジン
- IHI（旧・石川島播磨重工業）
  - IHIエアロスペース
- 三菱重工業
- 川崎重工業
- 中島飛行機（富士精密工業・プリンス自動車工業・日産プリンスを経てIHIエアロスペース）
- 愛知航空機
- 東京瓦斯電気工業（後の小松ゼノア）
- 日立航空機（東京瓦斯電気工業より独立）
- 日立製作所
- 日本内燃機械
- 本田技研工業

## 中国
- 瀋陽発動機設計研究所

## 国際共同
- CFMインターナショナル
  - GEアビエーション（USA） + スネクマ（フランス）
- GE・ホンダ・エアロ・エンジン
- MTU・チュルボメカ・ロールス・ロイス
- インターナショナル・エアロ・エンジンズ
- エンジン・アライアンス
  - GE + P&W
- ターボ・ユニオン
- ユーロジェット ターボ
- パワージェット
- ロールス・ロイス・チュルボメカ